# قائمة المليارديرات المصريين
هذه هي القائمة الكاملة للمليارديرات المصريين وفقا لمجلة فوربس (2017):
| الترتيب العالمي | اسم         | المواطنة | صافي رأس المال (دولار أمريكي) | مصادر الثروة                      |
| --------------- | ----------- | -------- | ----------------------------- | --------------------------------- |
| 251             | ناصف ساويرس | مصر      | 6.6 مليار دولار               | أوراسكوم للإنشاء                  |
| 550             | نجيب ساويرس | مصر      | 4 مليار دولار                 | جلوبال تيلكوم، شركة بلتون المالية |
| 887             | محمد منصور  | مصر      | 2.7 مليار دولار               | مجموعة منصور                      |
| 1284            | ياسين منصور | مصر      | 1.9 مليار دولار               | مجموعة منصور                      |
| 1477            | محمد الفايد | مصر      | 1.6 مليار دولار               | فندق الريتز باريس، هارودز         |
| 1650            | يوسف منصور  | مصر      | 1.4 مليار دولار               | مجموعة منصور                      |